# Wolfram Wickert
Wolfram Wickert (* 30. Mai 1941 in Shanghai) ist ein deutscher Schriftsteller und Maler.

## Werdegang
Der Vater Erwin Wickert war seit 1940 der erste Rundfunkattaché des Auswärtigen Dienstes in Shanghai. 
Wolfram Wickert arbeitete u. a. an der deutschen Botschaft in Neu-Delhi und im Büro des Bundeskanzlers Helmut Schmidt. Nach der politischen Wende in der DDR war Wickert zuerst Berater der Regierung von Lothar de Maizière; von 1990 bis 1993 dann Pressesprecher und Büroleiter des brandenburgischen Landwirtschaftsministers Edwin Zimmermann. 1999 war Wickert Regierungssprecher für EU- und Wirtschaftsgipfel bei Bundeskanzler Gerhard Schröder. 
Er ist der Bruder des langjährigen ARD-Tagesthemen-Moderators (1991–2006) und Autors Ulrich Wickert und Onkel der Schauspielerin Emily Wood. 
Zwischenzeitlich ist Wolfram Wickert immer wieder schriftstellerisch und als Maler (unter dem Namen Lao Lang) tätig. Er ist Vorsitzender der Erwin Wickert Stiftung, die sein Vater 1997 gegründet hat.
Von 1968 bis 1977 war er mit Victoria Prinzessin zur Lippe (1943–1988) verheiratet, Tochter des Ernst Leopold Prinz zur Lippe, die 1984 den Kunsthändler Christoph Pudelko (1932–2017) heiratete. Der Ehe entstammten die Söhne Alexander Wickert (* 1969) und Roderik Wickert (* 1971), Journalist. Es folgte 1988 eine Ehe mit Myriam geb. Freiin von Loë (* 1959; 1982–1987 Gattin von Wilderich Freiherr von Weichs zur Wenne (* 1955)), welcher die Kinder Anna (1988–2008) und Konstantin (1991–2008) entstammten, die bei einem Verkehrsunfall ums Leben kamen. Myriam geb. von Loë, die in dritter Ehe mit Ferdinand Freiherr von Korff zu Schloss Harkotten verheiratet ist, rief darauf die Anna-Konstantin-Förderung ins Leben, ein Pilotprojekt zur Förderung pferdebegeisterter junger Menschen. In dritter Ehe heiratete Wolfram Wickert Katharina geb. Graf, mit der er den Sohn Leonard  und die Tochter Victoria hat.

## Werke
- Hexentreiben. Hoffmann und Campe, Hamburg 1979, ISBN 3-455-08430-3.
- Bonner Bilderbogen oder die Kapriolen unserer lieben Politiker. Edition Olms, Zürich 1980, ISBN 3-283-00031-X.
- Equinox. Bock, Bad Honnef 2005, ISBN 3-87066-946-2.